# Trattato di Berna
Il trattato di Berna firmato il 9 ottobre 1874 istituì l'Unione postale generale (nota oggi con il nome di Unione postale universale).
Il trattato, che deve il nome alla città svizzera di Berna dove venne firmato, fu il risultato di una conferenza 
internazionale convocata dal governo svizzero il 15 settembre 1874 alla quale parteciparono i rappresentanti di 
22 nazioni. 
I piani per la conferenza erano stati redatti da Heinrich von Stephan Ufficiale postale tedesco.
Lo scopo del trattato fu quello di unificare i diversi servizi postali ed i relativi regolamenti in modo che la posta internazionale 
potesse essere scambiata liberamente. 
I firmatari furono:
- Austria-Ungheria;
- Belgio;
- Danimarca;
- Egitto;
- Francia;
- Impero tedesco;
- Gran Bretagna;
- Grecia;
- Italia;
- Lussemburgo;
- Paesi Bassi;
- Portogallo;
- Romania;
- Impero russo;
- Serbia;
- Spagna;
- Stati Uniti d'America;
- Regni Uniti di Svezia e Norvegia;
- Svizzera;
- Impero ottomano.

Grazie alla grande adesione l'organismo originariamente istituito venne ribattezzato con l'attuale denominazione nel 1878.